# Andreas Schalk
Andreas Schalk (* 21. März 1984 in Ansbach) ist ein deutscher Unternehmer und Politiker (CSU). Er ist seit Juni 2016 Abgeordneter des Bayerischen Landtages.

## Leben
Nach dem Abitur am Platen-Gymnasium in Ansbach absolvierte Schalk ein duales Betriebswirtschaftsstudium und schloss 2011 ein Masterstudium im Schwerpunkt Finanzwirtschaft, Controlling, Steuern und Wirtschaftsprüfung an der Otto-Friedrich-Universität Bamberg ab. Anschließend war er in der Steuerberatung und der Wirtschaftsprüfung tätig, bevor er in die Geschäftsleitung des elterlichen Autohauses eintrat. Schalk ist verheiratet. Er ist römisch-katholischer Konfession.

## Politik
Schalk wurde 2009 zum Bezirksvorsitzenden der Jungen Union Mittelfranken und im März 2013 zum Kreisvorsitzenden der CSU Ansbach gewählt. Bei der Landtagswahl im September 2013 kandidierte er als reiner Listenkandidat ohne eigenen Stimmkreis. Mit rund 17.000 Gesamtstimmen blieb er ohne Mandatserfolg, platzierte sich aber mit deutlichem Abstand als erster Nachrücker vor den übrigen stimmkreislosen Kandidaten seiner Liste.
Im März 2014 wurde er in den Stadtrat von Ansbach gewählt und übernahm den Fraktionsvorsitz der CSU. Nach der Mandatsniederlegung des Abgeordneten Michael Brückner zog er am 13. Juni 2016 über die CSU-Wahlkreisliste Mittelfranken in den Bayerischen Landtag ein. Bei der Landtagswahl 2018 trat er als Direktkandidat an und zog mit 31,75 % erneut in Bayerischen Landtag ein. Bei der Landtagswahl 2023 zog er erneut in den Landtag ein. Seit Februar 2019 leitet er den  Parlamentskreis Mittelstand der CSU-Fraktion im Bayerischen Landtag. Aktuell ist Schalk Mitglied des Ausschusses für Arbeit und Soziales, Jugend und Familie und Mitglied des Ausschusses für Wissenschaft und Kunst. Darüber hinaus ist er stellvertretender Vorsitzender des Anstaltsbeirates JAA Nürnberg und der JVA Nürnberg.